# Brestovac (Leskovac)
Brestovac je naselje u gradu Leskovcu, Jablanički upravni okrug, Srbija. Prema popisu iz 2022. godine u Brestovcu je živjelo 1713 stanovnika.